# Vilborg Dagbjartsdóttir

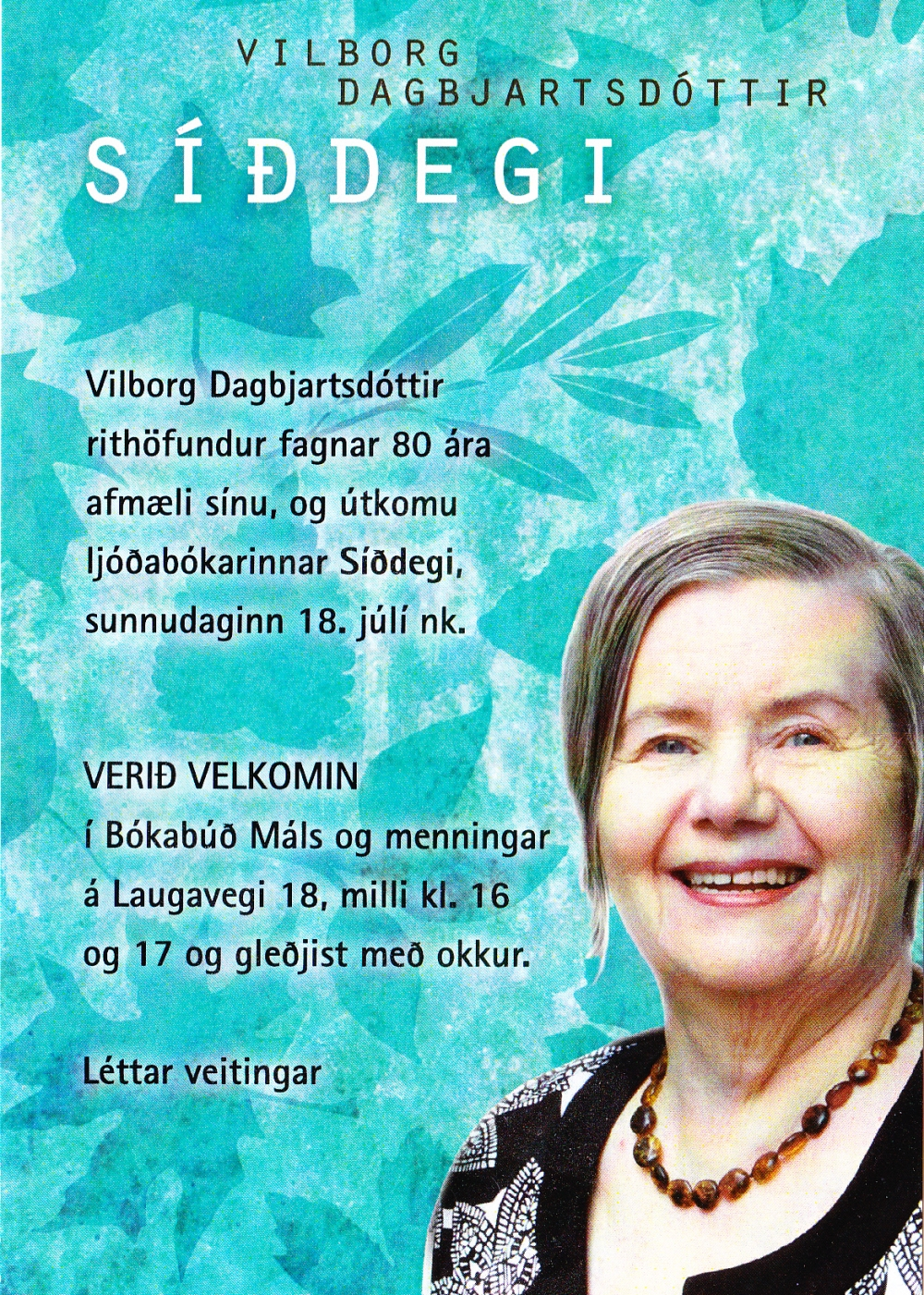
Vilborg Dagbjartsdóttir.

Vilborg Dagbjartsdóttir, född 18 juli 1930 i Seyðisfjörður, död 16 september 2021 i Reykjavik, var en isländsk författare.
Vilborg debuterade som barnboksförfattare 1959, men har huvudsakligen gjort sig känd som poet; hon utgav 1960 sin första diktsamling, Laufið á trjánum (’Trädens löv’). Hon har även översatt böcker av bland andra Astrid Lindgren, Maria Gripe och Barbro Lindgren till isländska. Hon var även aktiv i 1970-talets kvinnorörelse på Island.